# フェニルアセチレン
フェニルアセチレン (phenylacetylene) は炭化水素のひとつで、フェニル基を持つアルキン。外見はほぼ無色で粘りけのある液体である。合成中間体として有用で、アセチレンガスに比べて扱いやすいため、研究ではアセチレンのアナログとしてしばしば用いられる。

## 合成
実験室では、二臭化スチレンからの臭化水素の脱離反応によって合成できる。塩基としてアンモニア中でナトリウムアミドが用いられる。
また、溶融水酸化カリウムを使い β-ブロモスチレンから臭化水素を脱離させて得ることもできる。

## 反応
H. リンドラーらにより、炭酸カルシウムに担持させたパラジウム触媒によりフェニルアセチレンを部分水素化させスチレンを得る手法が報告されている。この触媒はリンドラー触媒と呼ばれる。
臭化コバルト(II)を用いて環化三量化させると 1,2,4-トリフェニルベンゼン (97%) と 1,3,5-トリフェニルベンゼン を与える。
また、金触媒で水を付加するとアセトフェノンを与える。